# Schloss Ponitz

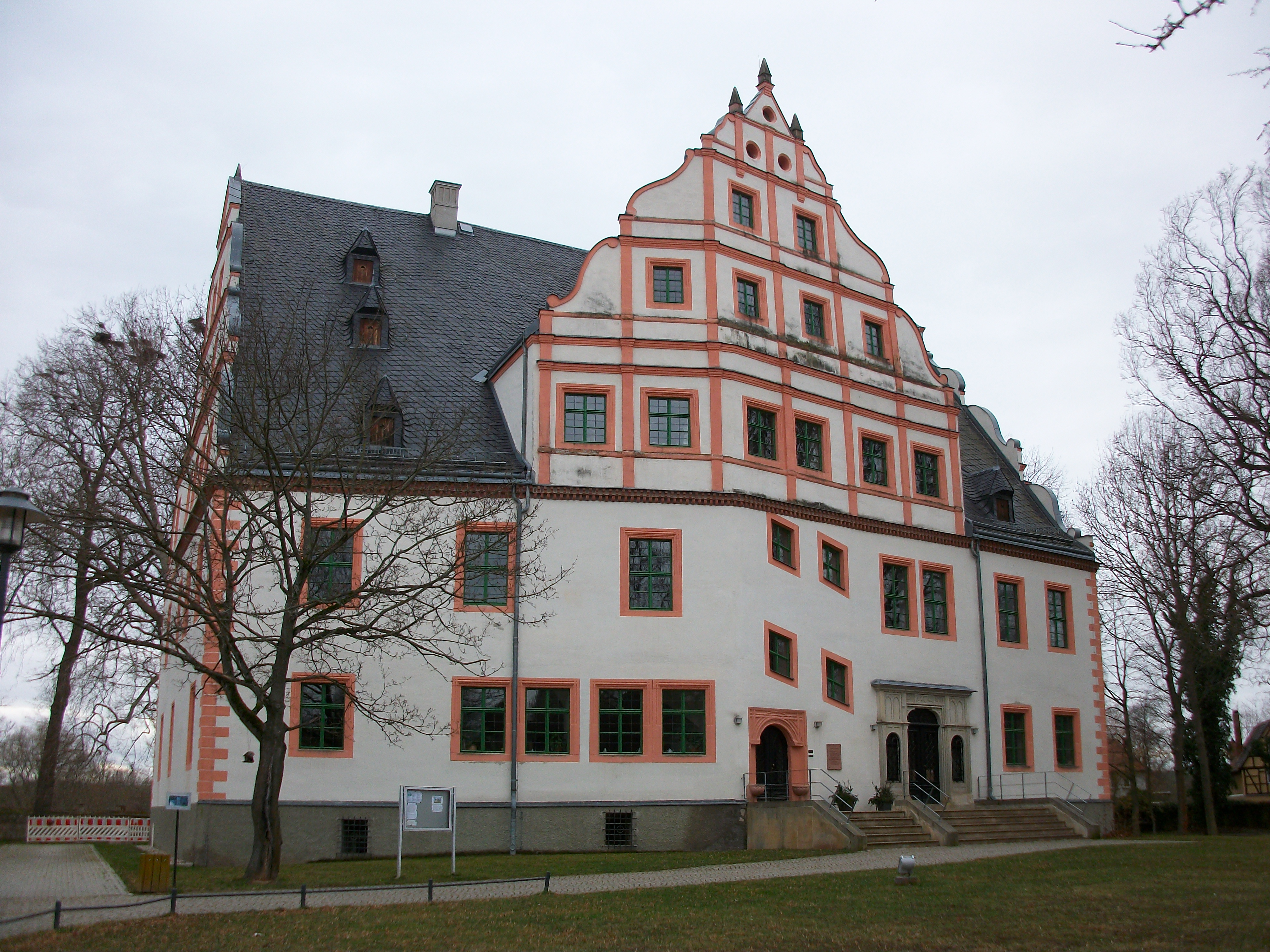
Schloss Ponitz

Schloss Ponitz bezeichnet ein ehemaliges Wasserschloss in Ponitz im thüringischen Landkreis Altenburger Land, das 1568–1574 als Renaissanceschloss erneuert wurde. Es ist in der Liste der Kulturdenkmale in Ponitz eingetragen.

## Geschichte

### Die mittelalterliche Wasserburg
Im Jahre 1254 wurden die Burg Ponitz und sein Besitzer Fridericus de Ponicz, der bei einer Schenkung als Zeuge genannt wird, erstmals urkundlich erwähnt. 1349 ist in den Geschichtsbüchern von einer Kirche und einem Vorwerk die Rede. 1349/1350 werden im Lehnbuch Friedrich des Strengen die böhmischen Herren von Schönburg-Pirsenstein, Friedrich XIII. (erstgenannt 1341, gest. um 1367) und Albrecht I. (erstgenannt 1349, gest. um 1353) als Besitzer der Burgen Ponitz und Lichtenstein aufgeführt.
1418 besaßen die Herren von Ende den Rittersitz Ponitz. 1525 waren offenbar die Herren von Schönburg im Besitz der Herrschaft Ponitz und möglicherweise des Schlosses, denn Ernst II. von Schönburg ließ hier den Küster Georg Droßdorf verhaften, in Glauchau inhaftieren und ihm später beide Ohren abschneiden. Er hatte anstelle des Pfarrers auf Deutsch gepredigt.
1531 gehörten zum Rittergut Ponitz ganz oder teilweise folgende Orte: Ponitz, Hainichen, Schönhain, Kauritz, Runsdorf, Tautenhain, Gieba, Köthel, Gablenz und Waldsachsen. Um die Lehnsherrlichkeit dieses Rittergutes führte Ernst II. von Schönburg als Grundherr gegen die Wettiner von 1531 bis 1533 einen langwierigen Prozess.

### Kauf durch Abraham von Thumbshirn und Erneuerung als Renaissanceschloss
Nach dem Kauf des Rittergutes 1568 durch Abraham von Thumbshirn wurde die mittelalterliche Wasserburg bis 1574 im Renaissancestil durchgreifend umgebaut und in den heutigen Zustand gebracht.

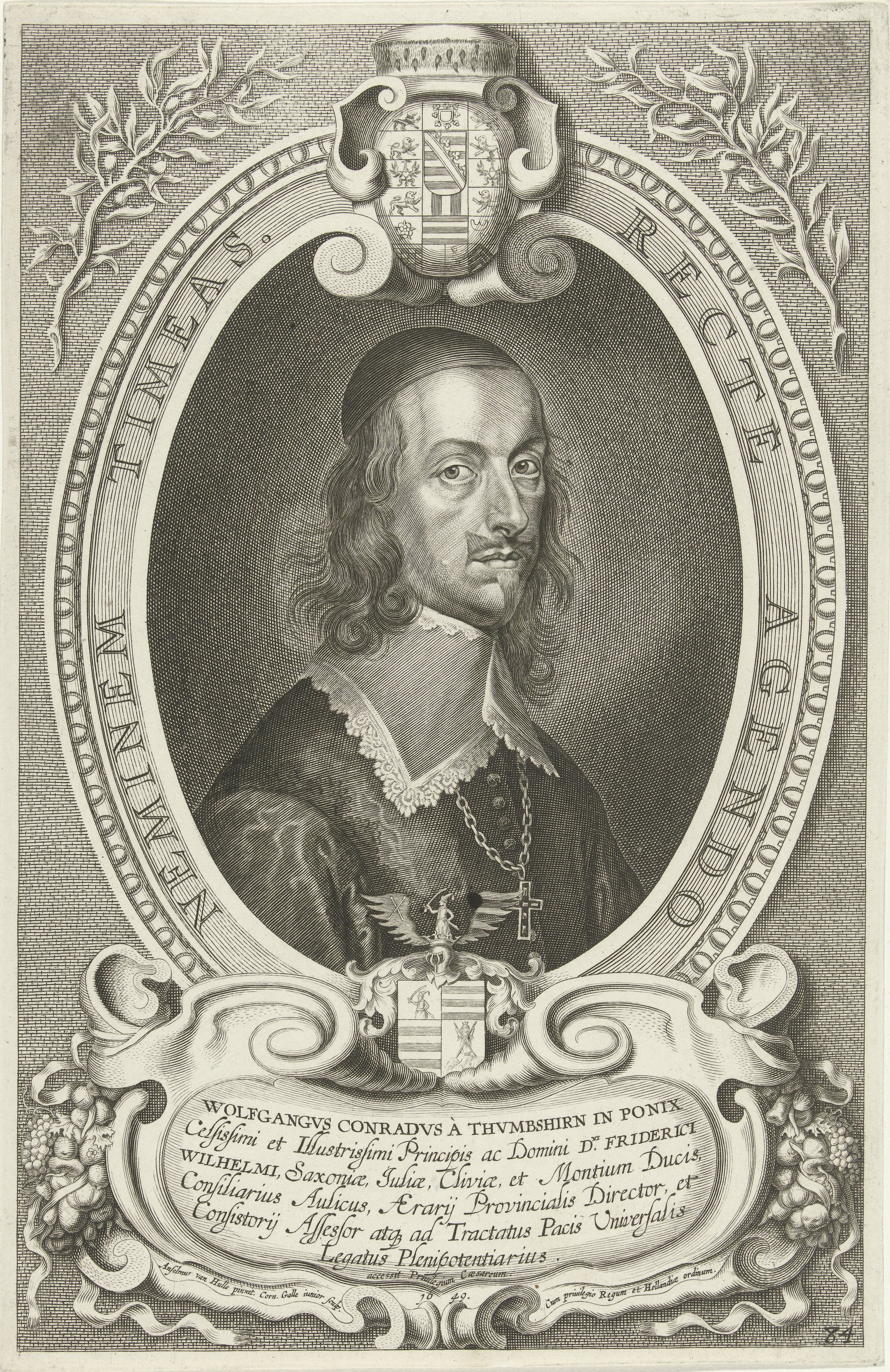
Wolfgang Conrad von Thumbshirn auf Ponitz, Kupferstich von 1649, 1717 wohl neu aufgelegt

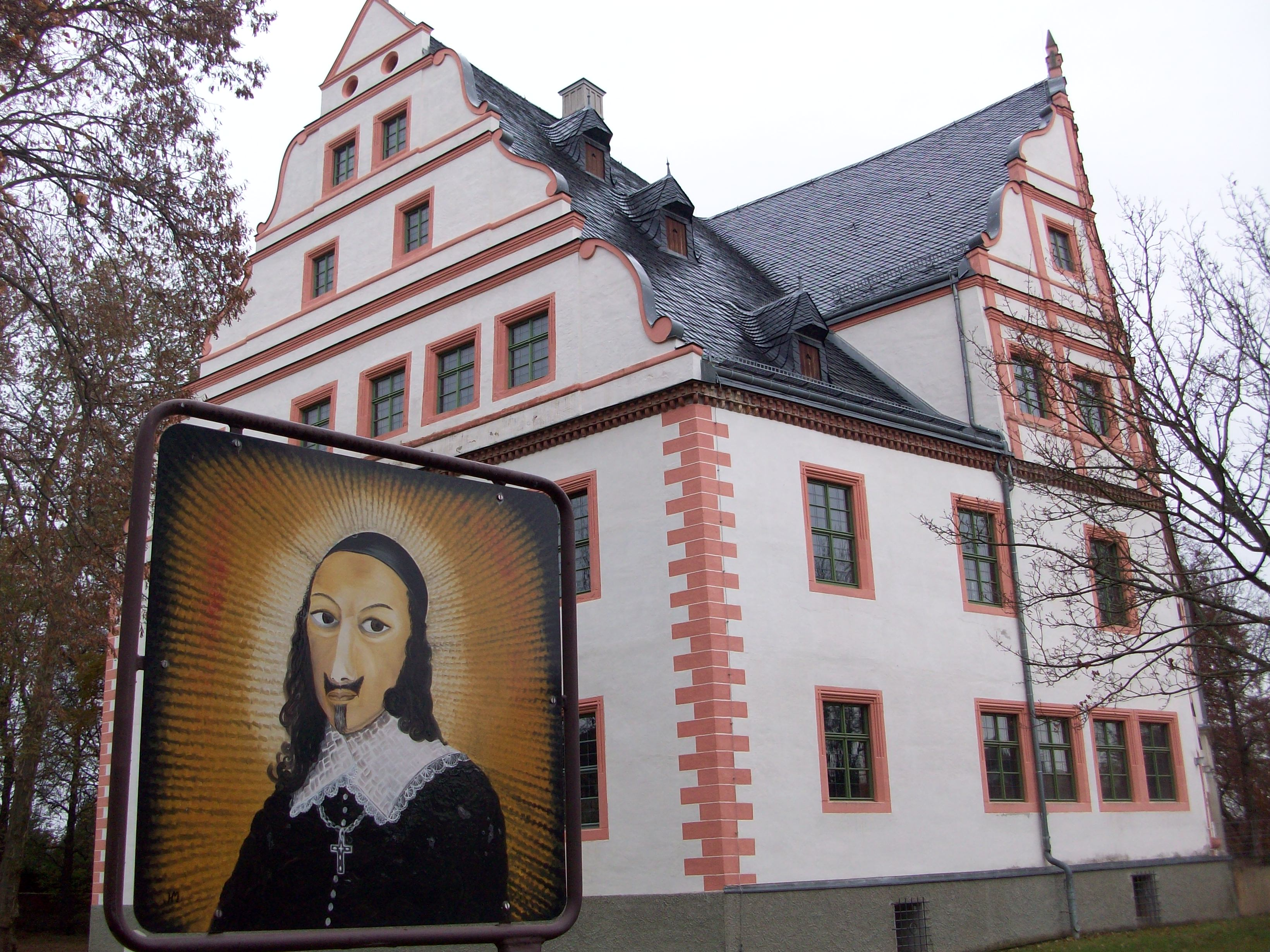
Detail am Schloss: die „umknickende“ Hauptfront (rechts), eine Besonderheit des Ponitzer Schlosses

Der bedeutendste Besitzer des Ponitzer Schlosses war Wolfgang Conrad von Thumbshirn (* 28. April 1604 in Ponitz; † 24. November 1667 in Altenburg), der als Diplomat des Herzogtums Sachsen-Altenburg 1648 den Friedensvertrag zur Beendigung des Dreißigjährigen Krieges mitunterzeichnete und als Verhandlungsführer maßgeblich am Zustandekommen dieses Vertrages beteiligt war. Dies war auch der Anlass, im Jahr 1650 die so genannte Friedenslinde am Dreierhäuschen zu pflanzen.
Ab 1653 war Wolfgang Conrad von Thumbshirn fürstlich sachsen-altenburgischer Kanzler.
Seine Tochter Dorothea Felicitas von Thumbshirn vermählte sich 1675 mit Volkmar Dietrich von Zehmen. Dieser verkaufte die Rittergüter Weißbach und Nöbdenitz einschließlich Schloss und bezog Schloss Ponitz. Dort starb er 1713, woran noch ein Monument erinnert. 1728 fiel das Rittergut an die Töchter Dorothea Elisabeth von Schönberg und Christiane Sibylle von der Planitz, beide geb. von Zehmen. Zusammen stifteten sie 1734 zur Einweihung der neuen Dorfkirche zu Ponitz die Silbermannsche Orgel. Christiane Sibylle von Zehmen vermählte sich im Jahr 1700 auf Ponitz mit Carl August Edlen von der Planitz und hatte mit diesem 12 Kinder.
Weitere Besitzerfamilien waren die von Weißenbach, von Ende, von Göchhausen, von Tümpling, von Uechteritz, von Beust, sowie die bürgerlichen Familien Stölzel (aus Eibenstock) und Fabrikbesitzer Schmieder (aus Meerane) und zuletzt bis 1945 Familie Mälzer (aus Frankenhausen).
Ort, Schloss und Rittergut Ponitz gehörten jahrhundertelang verwaltungsmäßig zum wettinischen Amt Altenburg in wechselnden sächsisch-thüringischen Herzogtümern.
Bei der Neuordnung der Ernestinischen Herzogtümer im Jahr 1826 kam Ponitz mit Rittergut und Schloss wiederum zum Herzogtum Sachsen-Altenburg.

### Enteignung und Kommunalisierung durch die SMAD

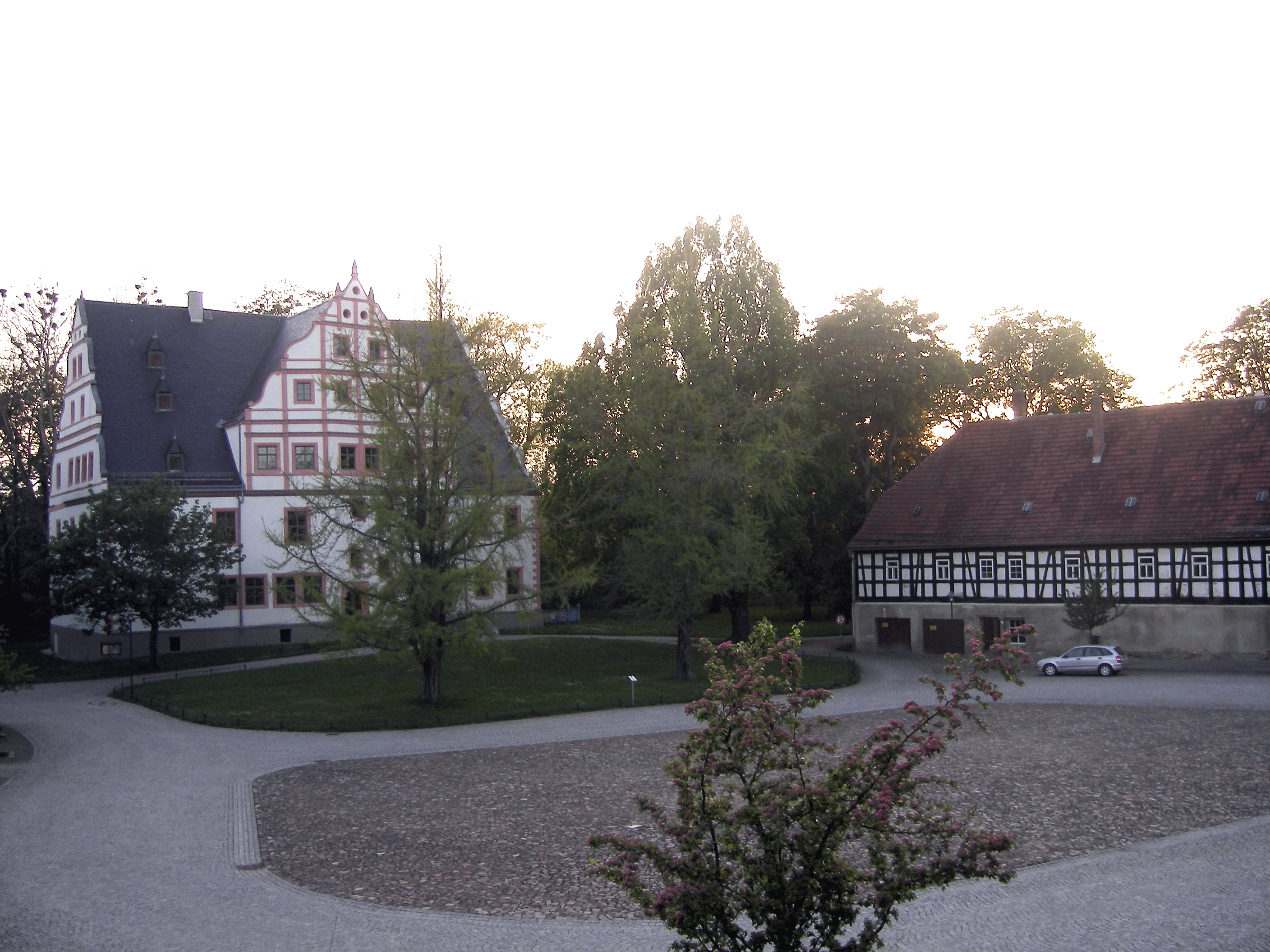
Blick über den Hof des ehemaligen Rittergutes/Vorwerkes zum Schloss Thumbshirn

Unter sowjetischer Besatzung wurde 1945 die letzte Besitzerfamilie des 200 ha umfassenden Ritterguts und des Schlosses, Familie Mälzer, entschädigungslos enteignet und vertrieben. Neuer Besitzer von Rittergut und Schloss ist seitdem die Gemeinde Ponitz.
Zu Ende der DDR-Zeit befand sich das Schloss in schlechtem baulichem Zustand, es regnete durch mehrere Etagen durch. Der Festsaal musste 1987 baupolizeilich gesperrt werden. Seit den 1990er Jahren wird das Schloss restauriert, im Jahr 2000 konnte der Festsaal wieder eingeweiht werden. Zeitweise befand sich eine Bibliothek im Schloss. Bekannt ist das Schloss Ponitz heute wegen seiner bemalten Kassettendecken aus dem 16. Jahrhundert im Festsaal.
Das Schloss dient heute als Veranstaltungsort für Events. Der Förderverein „Renaissanceschloss Ponitz e.V.“ bemüht sich um Nutzung und Erhalt.